# Rödvarg
Rödvarg är ett taxon inom släktet Canis i familjen hunddjur, som av somliga auktoriteter (bland annat Wilson & Reeder, 2005) kategoriseras som underart till vanlig varg (Canis lupus), med namnet Canis lupus rufus, men som av bland annat IUCN kategoriseras som en självständig art, med namnet Canis rufus.

## Systematik

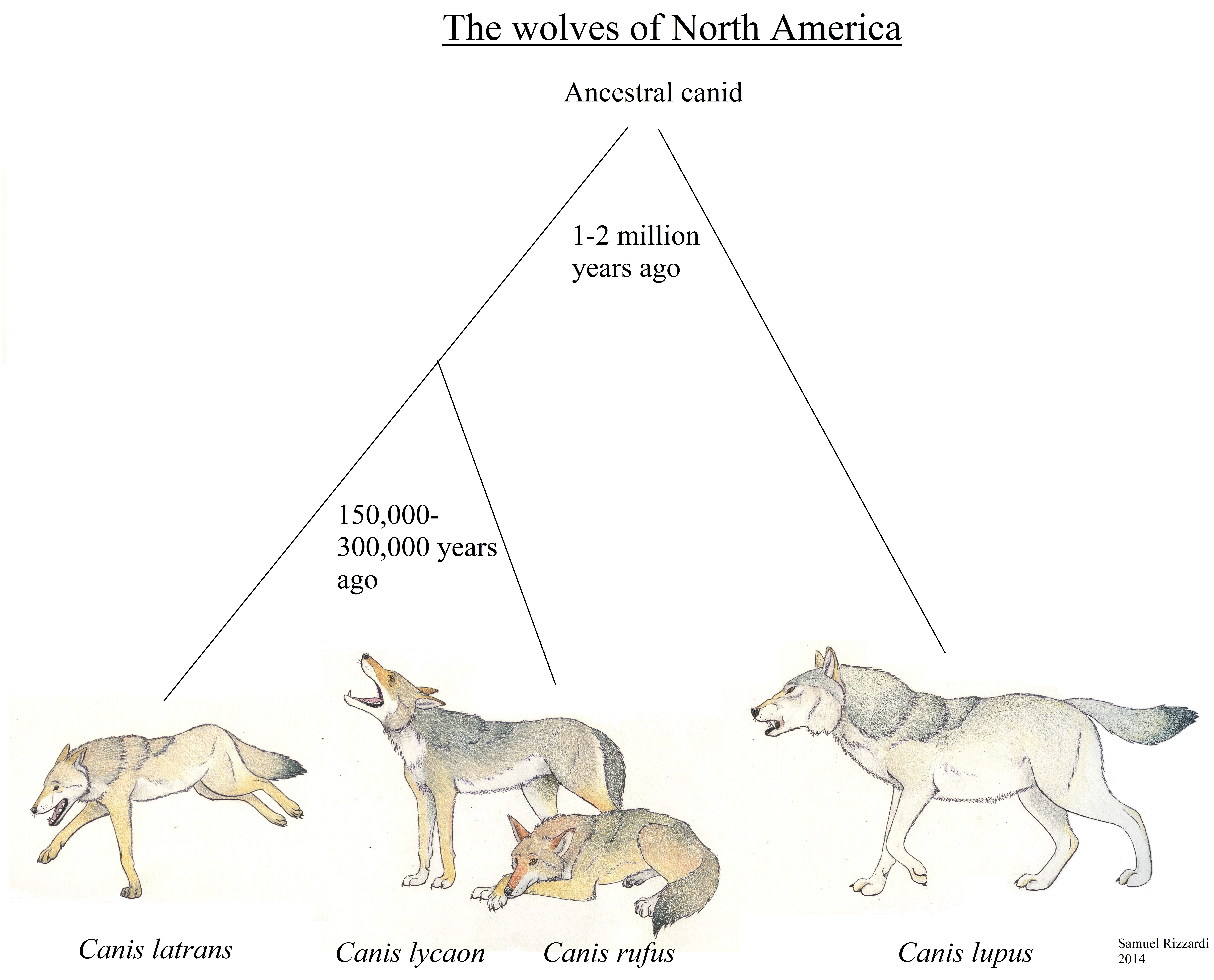
Vargarnas evolution i Nordamerika. Canis latrans = prärievarg.

Klassificeringen av rödvargen som egen art har länge varit kontroversiell. 100 000-tals år av korsning mellan rödvargar, prärievargar och vanlig varg gör problemet svårlösligt. Frågan är inte oväsentlig för rödvargens framtid eftersom en utrotningshotad art erhåller ett starkare lagligt skydd än en hybridform av två mindre hotade arter. 
Klart är emellertid att rödvargen har existerat som en klart identifierbar population i över en halv miljon år, och att fortsatt korsning med prärievargar i reservatet i North Carolina är ett av de största hoten mot dess fortsatta överlevnad. Sentida forskning tyder också på att vargar i centrala och östra Kanada (Canis lupus lycaon) är närmare släkt med rödvargen än med de vanliga vargar som lever i de norra delarna av landet.

## Utseende
I storlek är rödvargen mittemellan den vanliga vargen och prärievargen, och vuxna hanar väger 22–34 kg medan honorna är lättare med en vikt på cirka 20–30 kg. Kroppslängden med svansen inräknad ligger mellan 1,30 och 1,65 meter och svansen är cirka 30–45 cm lång. Extremiteterna är i jämförelse till övriga kroppen längre än hos vargen varför den är bättre ämnad att springa långa distanser. Pälsens färg kan trots artens namn variera från svart till rödaktig eller gul. Vanligen är ryggåsen och svansen mer svartgrå än övriga kroppen.

## Utbredning
Rödvargen antas ha varit vanlig över stora delar av nuvarande USA och östra Kanada, men idag finns bara ett par hundra individer kvar, och endast ett hundratal av dessa i vilt tillstånd. Den nuvarande populationen har räddats genom att man på 1970-talet infångade 14 rödvargar som avelsdjur. 1987 började utplanteringen av 76 rödvargar i naturreservatet Alligator River National Wildlife Refuge i nordöstra North Carolina i USA.

## Ekologi
Rödvargen är skygg och jagar ensam, i par eller i små familjegrupper och gruppen kan uppgå till 12 individer. Flocken bildas av ett föräldrapar och ungar från olika kullar. De kommunicerar med olika läten. Rödvargen är vanligen nattaktiv och vilar på dagen gömd i högt gräs eller bland buskar. Vanliga byten är tvättbjörnar, harar och jordekorrar eller andra gnagare. Men fåglar, ödlor och kadaver ingår också i dieten. Ibland lyckas flocken fånga en vitsvanshjort.